# The Truth (Limp Bizkit)
The Truth è un singolo del gruppo musicale statunitense Limp Bizkit, unico estratto dall'EP The Unquestionable Truth (Part 1). Il testo del brano ha una sfumatura più politica rispetto ai precedenti singoli del gruppo.

## Storia della canzone
Un video della canzone "The Truth" è apparso su YouTube, con una nota che indica che questa è stato il primo ritorno del gruppo alla formazione classica, dopo la partenza del chitarrista Wes Borland nel 2001.
Nel 2003 era stato chiamato il chitarrista Mike Smith, per sostituire Wes Borland, con cui i Limp Bizkit incisero l'album Results May Vary. Borland tornò nei Limp Bizkit nel 2004, Smith fu mandato via, così i Limp Bizkit iniziarono a prepararsi per la realizzazione di un nuovo disco, The Unquestionable Truth (Part 1). Ma in breve i disaccordi tra Borland e il cantante (frontman del gruppo) Fred Durst, ricominciarono, e vi nacque anche una forte tensione tra Borland e il batterista John Otto, visto che quest'ultimo si era dichiarato tossicodipendente e aveva iniziato a curarsi, per questo motivo il batterista del quinto cd dei Bizkit incise solamente la canzone "The Channel". Per la realizzazione di quattro delle sette tracce di The Unquestionable Truth (Part 1), partecipò il batterista Sammy Siegler, che partecipò anche per la canzone "The Truth".
Dopo l'incisione del disco, Borland decise di lasciare nuovamente la band nel 2006, rilasciando su mtv.com un'intervista dove annunciava lo scioglimento dei Limp Bizkit, cosa poi subito smentita dagli altri 4 componenti della band sul sito ufficiale.

## Il video
Nel video di "The Truth", si vedono i componenti della band che eseguono in sala prove il brano all'interno di uno studio buio, illuminati da luci speciali.

## Formazione
- Fred Durst - voce
- Wes Borland - chitarra
- Sam Rivers - basso
- John Otto - batteria